# Перволебяжьевский сельсовет
Перволебяжьевский сельсовет — упразднённые сельское поселение и соответствующая административно-территориальная единица в Лебяжьевском районе Курганской области Российской Федерации.
Административный центр — деревня Лебяжье 1-е.

## История
Статус и границы сельского поселения установлены Законом Курганской области от 4 ноября 2004 года № 719 «Об установлении границ муниципального образования Перволебяжьевского сельсовета, входящего в состав муниципального образования Лебяжьевского района».
10 декабря 2020 года Перволебяжьевский сельсовет упразднён в связи с преобразованием Лебяжьевского муниципального района в муниципальный округ.

## Население
| 2002 | 2004 | 2010 | 2012 | 2013 | 2014 | 2015 |
| ---- | ---- | ---- | ---- | ---- | ---- | ---- |
| 578  | ↘556 | ↘499 | ↘490 | ↗495 | →495 | ↘462 |
| 2016 | 2017 | 2018 | 2019 | 2020 |      |      |
| ↗467 | ↘448 | ↘445 | ↘434 | ↘410 |      |      |

## Состав сельского поселения
| № | Населённый пункт | Тип населённого пункта          | Население |
| - | ---------------- | ------------------------------- | --------- |
| 1 | Лебяжье 1-е      | деревня, административный центр | ↘496      |
| 2 | Нижнеглубокое    | деревня                         | ↘3        |